# Bahnstrecke Lomé–Aného
| Togoküstenbahn um 1905 |                     |                                                 |                                                 |
| Streckenlänge: | 44 km               |                                                 |                                                 |
| Spurweite: | 1000 mm (Meterspur) |                                                 |                                                 |
| Maximale Neigung: | 1,25 ‰              |                                                 |                                                 |
| Minimaler Radius: | 300 m               |                                                 |                                                 |
| |                     |                                                 |                                                 |
| \| \| \| Bahnstrecke Lomé–Kpalimé von Palime \| \| \| \| \| Bahnstrecke Lomé–Blitta von Atakpame und Blitta \| \| \| \| 0 \| Lomé \| Lomé \| \| \| \| zur Landungsbrücke Lomé \| \| \| \| \| Groß-Bé \| \| \| \| 13 \| Bagida \| Bagida \| \| \| \| Bagida-Vorwerk \| \| \| \| 31 \| Porto Seguro \| Porto Seguro \| \| \| \| Kpeme \| \| \| \| \| CTMB-Bahn von Hahotoe \| \| \| \| \| Anschlussgleis Kpeme-Plantage \| \| \| \| 44 \| Aného \| Aného \| |                     |                                                 |                                                 |
| Strecke (außer Betrieb) |                     | Bahnstrecke Lomé–Kpalimé von Palime             | Bahnstrecke Lomé–Kpalimé von Palime             |
| Strecke (außer Betrieb) |                     | Bahnstrecke Lomé–Blitta von Atakpame und Blitta | Bahnstrecke Lomé–Blitta von Atakpame und Blitta |
| Bahnhof (Strecke außer Betrieb) | 0                   | Lomé                                            | Lomé                                            |
| Abzweig geradeaus und nach rechts (Strecke außer Betrieb) |                     | zur Landungsbrücke Lomé                         | zur Landungsbrücke Lomé                         |
| Haltepunkt / Haltestelle (Strecke außer Betrieb) |                     | Groß-Bé                                         | Groß-Bé                                         |
| Bahnhof (Strecke außer Betrieb) | 13                  | Bagida                                          | Bagida                                          |
| Haltepunkt / Haltestelle (Strecke außer Betrieb) |                     | Bagida-Vorwerk                                  | Bagida-Vorwerk                                  |
| Bahnhof (Strecke außer Betrieb) | 31                  | Porto Seguro                                    | Porto Seguro                                    |
| Haltepunkt / Haltestelle (Strecke außer Betrieb) |                     | Kpeme                                           | Kpeme                                           |
| Kreuzung (Strecke geradeaus außer Betrieb) |                     | CTMB-Bahn von Hahotoe                           | CTMB-Bahn von Hahotoe                           |
| Abzweig geradeaus und nach rechts (Strecke außer Betrieb) |                     | Anschlussgleis Kpeme-Plantage                   | Anschlussgleis Kpeme-Plantage                   |
| Kopfbahnhof Streckenende (Strecke außer Betrieb) | 44                  | Aného                                           | Aného                                           |

Die Bahnstrecke Lomé–Aného war die erste Eisenbahn in dem damals deutschen Schutzgebiet Togo. Sie verband über 44 Kilometer den Hauptort Lome mit dem Küstenort Anecho. Umgangssprachlich wurde die Küstenbahn auch als Kokosnussbahn bezeichnet – auf den Dünen zwischen Strand und Lagune wuchsen Kokosnusspalmen, Ölpalmenprodukte waren häufig Transportgüter.

## Verkehr vor dem Bahnbau

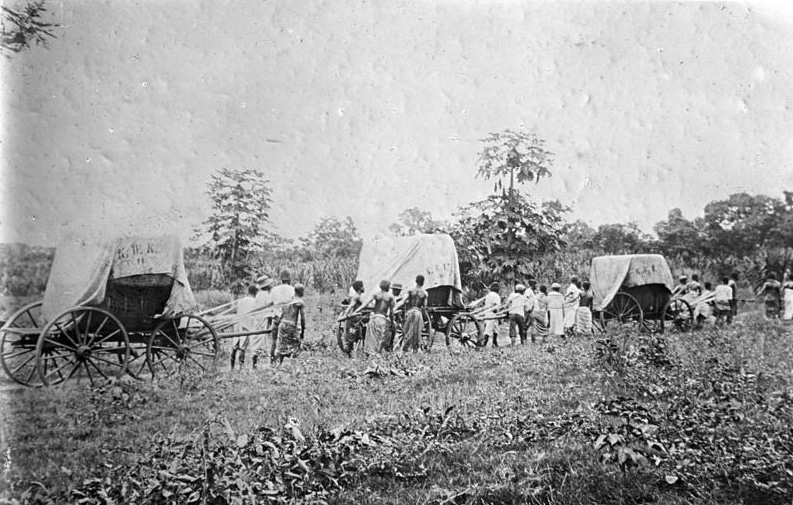
Baumwolltransport in Togo um 1900

In Süd-Togo wurden kaum Zugtiere verwendet, da sie aufgrund der dort verbreiteten Tierseuche Surra nicht eingesetzt werden konnten. Die Küstenschifffahrt war wegen der gefahrvollen Brandung und der Tatsache, dass es keinen natürlichen Hafen gab, wenig entwickelt. So wurde der Transport nur mit Booten auf den küstennahen Binnengewässern und durch Träger geleistet. Auch als die deutschen Kolonialisten nach der Besitzergreifung des Landes im Jahr 1884 Fuhrwerke einführten, wurden diese vielfach von Afrikanern mit ihrer Muskelkraft bewegt. Im Jahr 1902 reiste der Arzt Ludwig Külz von Lome nach Kleinpopo (Anecho) in einer Hängematte mithilfe afrikanischer Träger. Mangels Straße liefen die Träger direkt auf dem Strand.

## Planung

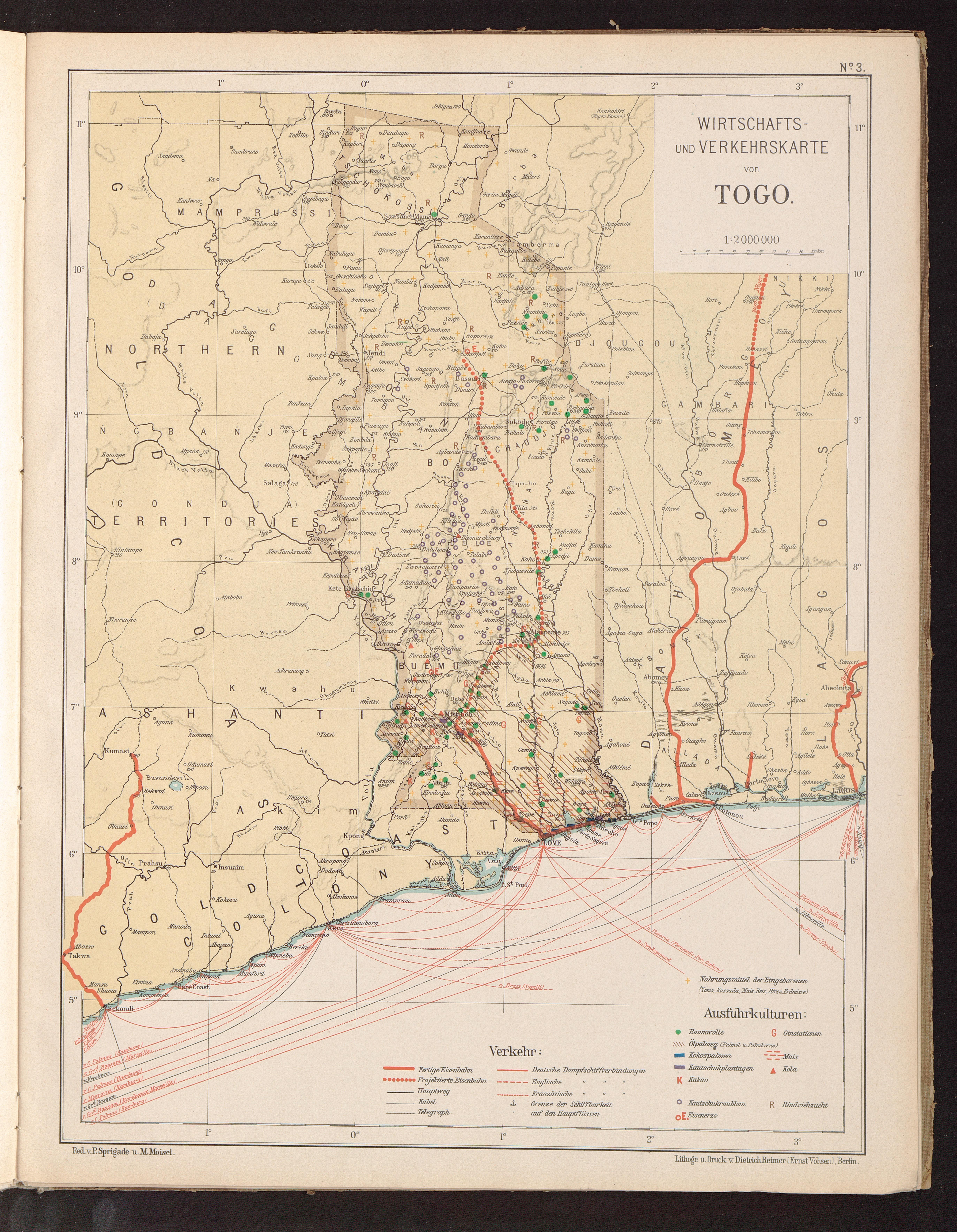
Wirtschafts- und Verkehrskarte Togos, 1906

Mit dem Bau der Landungsbrücke in Lome 1900–1904 sollte für das Land eine für Überseeschiffe sichere Landungsmöglichkeit geschaffen werden. Zugleich konnten alle Zollformalitäten dort konzentriert werden. Die bestehende Reede in Anecho (vormals Klein-Popo) sollte geschlossen werden. Zum Ausgleich sollte eine Bahnverbindung zwischen Lome und Anecho errichtet werden, womit der bisher in Anecho stattfindende Warenverkehr problemlos nach Lome verlagert werden konnte. Die Trassierung entsprach vor allem Wirtschaftsinteressen europäischer Kaufleute, kompensierte aber zum Teil auch den drohenden Bedeutungsverlust von Anecho.
Die Trassenführung entsprach der kürzesten Verbindung entlang der Küste. Auch der Einfluss der am Küstenort Kpeme angesiedelten Pflanzungsgesellschaft Kpeme, die hier eine Plantage und bei Bagida ein Vorwerk betrieb, kann ein Grund für die gewählte Streckenführung sein. So wurde darauf verzichtet, das eigentliche Haupt-Herkunftsgebiet der Exportprodukte nordöstlich des Togosees zu durchqueren.

## Bau

### Ausführung
Der Bau der Bahnstrecke begann Anfang März 1904. Erst nach der Fertigstellung der Landungsbrücke konnten die Baumaterialien gefahrlos gelöscht werden. Die Bauausführung wurde der Vereinigten Maschinenfabrik Augsburg und der Maschinenbaugesellschaft Nürnberg (MAN), Zweigstelle Gustavsburg, übertragen. Der Bau war technisch relativ anspruchslos: Erdarbeiten und Kunstbauten waren kaum notwendig. Für den Bau wurden 1,12 Millionen Mark bewilligt. Die Kosten betrugen rund 23.000 Mark pro Schienenkilometer. Die bewilligte Summe war somit nahezu ausreichend. Die anfänglich geplante Spurweite von 750 Millimetern wurde kurz vor Bauausführung in Meterspur geändert.

### Arbeitsbedingungen
Als Arbeiter wurden fast ausschließlich Afrikaner eingesetzt, die – verglichen mit ähnlichen Arbeiten in den Nachbarkolonien – geringe Löhne erhielten. Einheimische Arbeiter erhielten für den Bahnbau in der Regel einen Tageslohn von 50 Pfennigen, zuzüglich 25 Pfennig Verpflegungsgeld. In der benachbarten Kolonie Goldküste waren hingegen Tageslöhne von umgerechnet 2 Mark üblich. Viele Arbeiter waren nur so lange im Bahnbau tätig, bis sie ihre jährliche Steuersumme vom 6 Mark erarbeitet hatten. Die Kolonialleitung griff daher zunehmend zum Mittel der Zwangsarbeit, um genügend Arbeitskräfte für den Bahnbau sicherzustellen. „Pflichtarbeiter“ bekamen die gleichen Löhne wie freiwillig Beschäftigte, waren jedoch für ein halbes Jahr zwangsverpflichtet. Erkrankungen und Todesfälle waren unter der zwangsverpflichteten Arbeiterschaft besonders hoch. Gründe dafür waren das für Pflichtarbeiter aus anderen Landesteilen ungewohnte Klima, Essen und Arbeitspensum.

## Betrieb

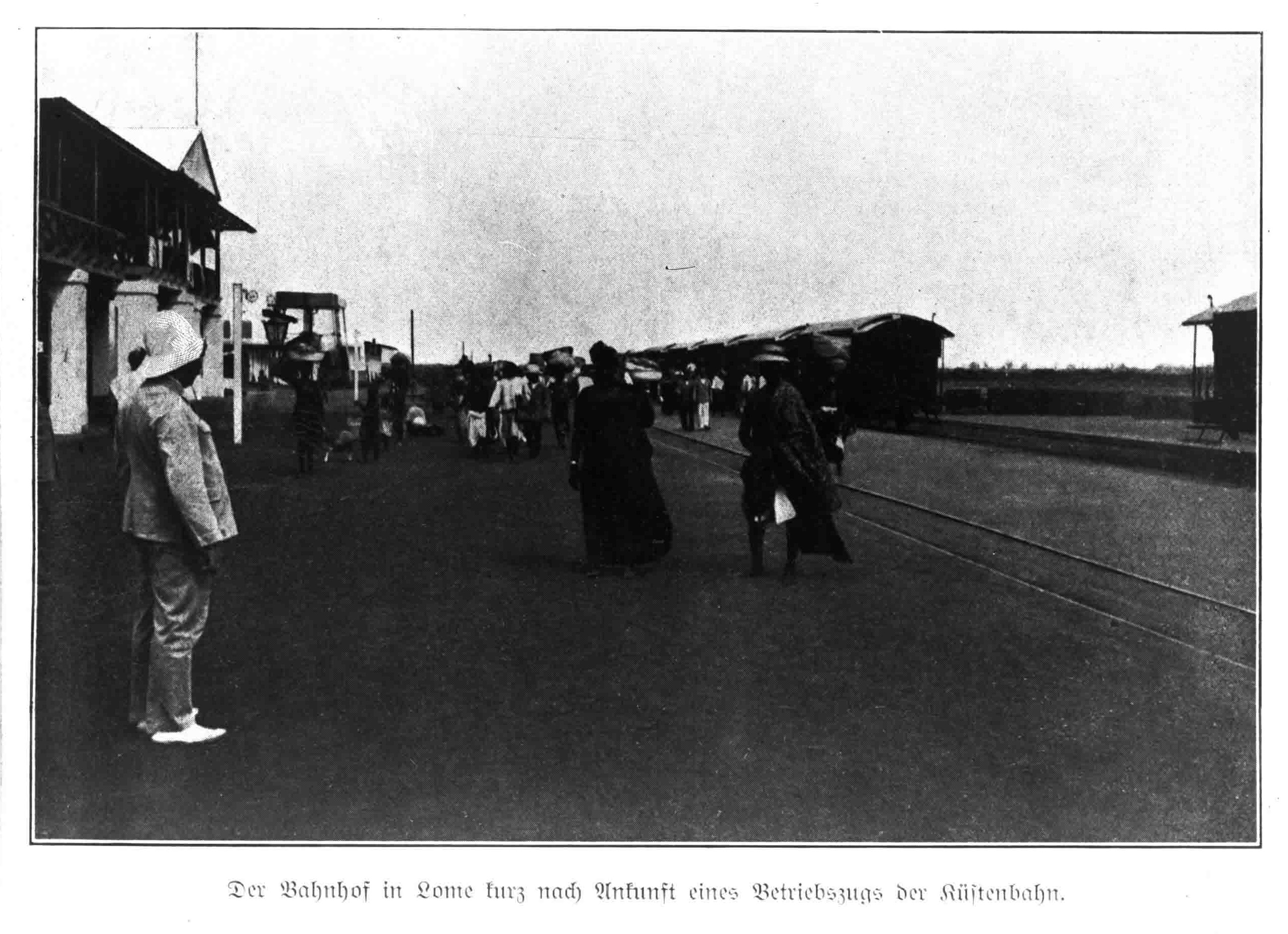
Der Bahnhof in Lome kurz nach Ankunft eines Betriebszugs der Küstenbahn

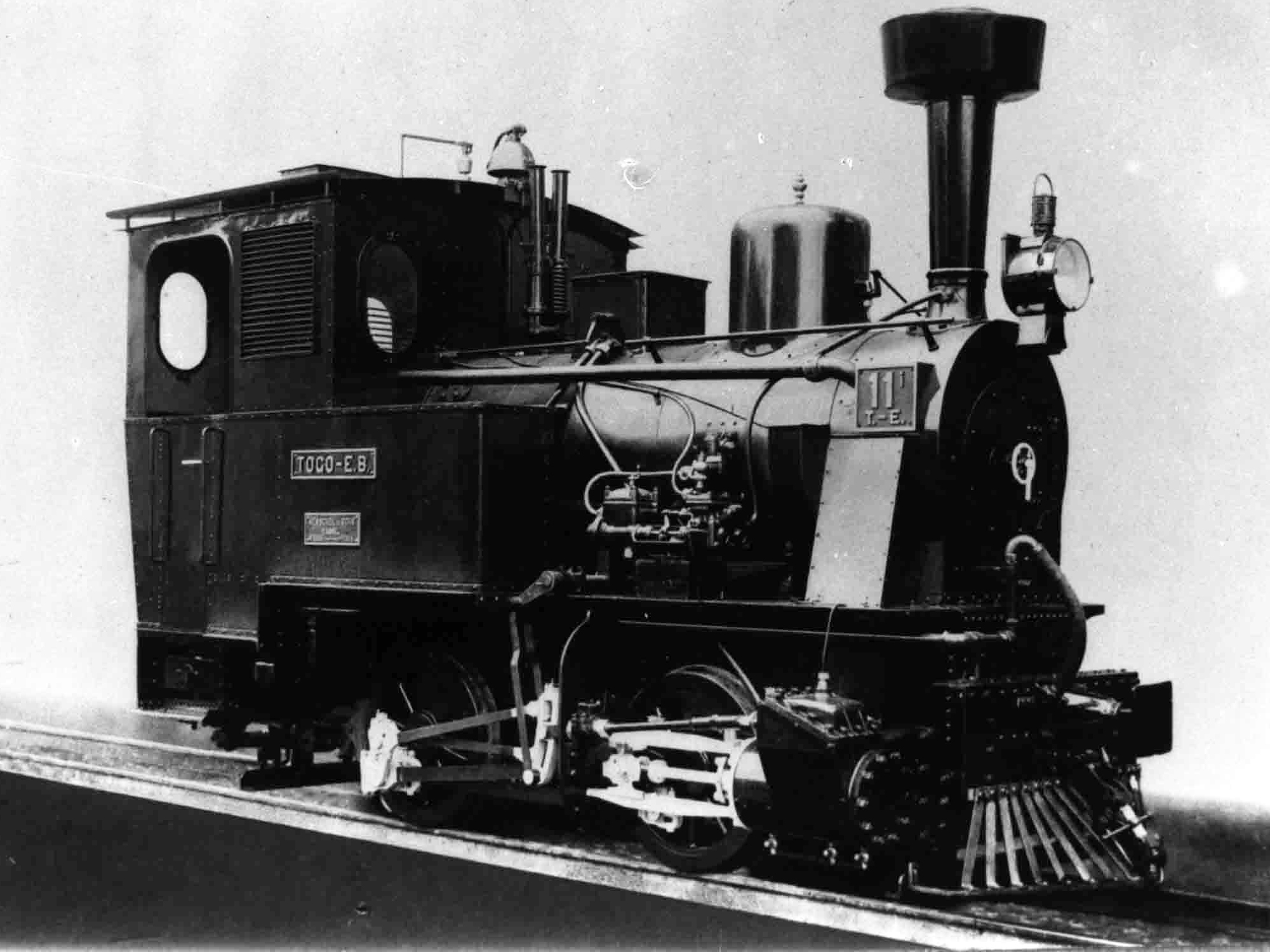
Lokomotive der Togo-Küstenbahn (TE Nr. 11), hergestellt von Henschel, 1904

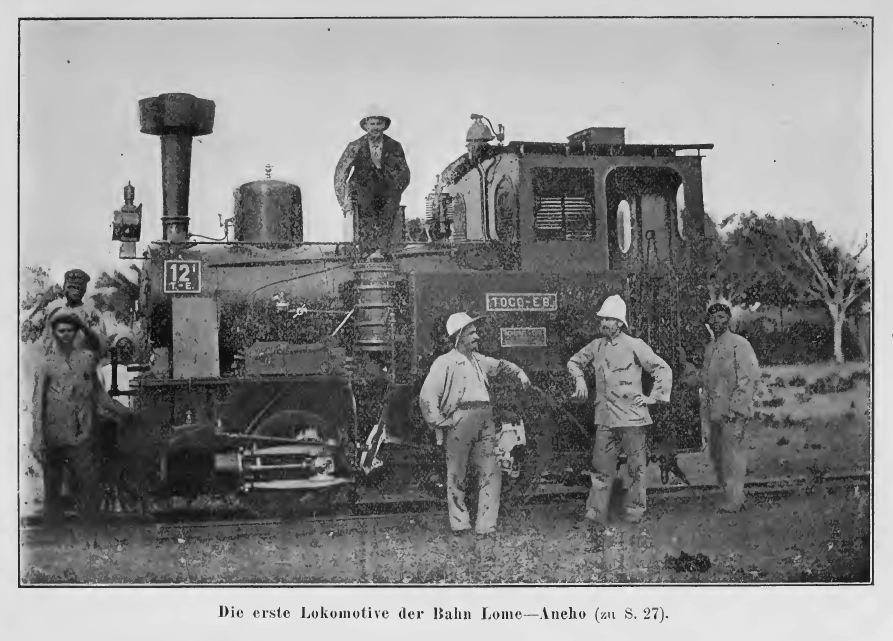
Die andere der beiden Tenderlokomotiven: TE Nr. 12

### Verkehr
Die Küstenbahn wurde am 18. Juli 1905 eröffnet. Am selben Tag wurde die Reede von Anecho für die Handelsschifffahrt gesperrt. Den Bahnbetrieb übernahm zunächst die Baugesellschaft m.b.H. Lenz & Co. aus Berlin. Am 1. April 1908 wurde der Betrieb an die Deutsche Kolonialeisenbahn-Bau- und Betriebs-Gesellschaft in Berlin auf zwölf Jahre verpachtet.
In den Palmenhainen der Küste und dem fruchtbaren Hinterland von Anecho waren Kopra, Mais und Palmkerne die wesentlichen Frachtgüter.
Obwohl die Strecke vorwiegend für den Gütertransport gebaut wurde, zeigte sich bald ein starker Andrang afrikanischer Fahrgäste, die bereits in den Bauzügen mitgefahren waren. Ein Fahrplan für den öffentlichen Personenverkehr wurde jedoch erst ab dem 15. Mai 1906 eingeführt. Werktäglich verkehrte ein Zugpaar, das die Strecke in einer Stunde und 50 Minuten zurücklegte. Bis 1914 fuhren etwa 38.000 bis 40.000 Personen jährlich mit der Küstenbahn zwischen Lome und seinem östlichen Einzugsgebiet. Die durchschnittliche Wegelänge einer Person betrug 33,2 Kilometer. Der Zustieg auf den ländlichen Haltestellen war beträchtlich.

### Betriebsgebäude und Fahrzeugpark
Nennenswerte Betriebsgebäude bestanden fast nur am Bahnhof Lome, von dem auch die später gebauten beiden anderen Bahnlinien Togos ausgingen, die Bahnstrecke Lomé–Kpalimé und die Bahnstrecke Lomé–Blitta. In Lomé befinden sich die noch heute genutzten Lager- und Lokomotivhallen. Daneben gab es eine Drehscheibe, Wassertürme und Werkstätten. Das Empfangsgebäude in Lomé war zweistöckig. Die Bahnstationen auf der Strecke, etwa in Porto Seguro (heute Agbodrafo), waren meist schlichte, eingeschossige Wartehäuser.
Als Zugmaschinen kamen anfänglich zwei Tenderlokomotiven der Bauart Bn2T zum Einsatz, die von Henschel 1904 geliefert wurden (Baunummer 6885 und 6886). Die Güterwagen sowie die Wagen der 3. Klasse lieferte überwiegend Beuchelt & Co. Die Wagen der 1. und 2. Klasse stammten von der Waggonfabrik Uerdingen und der MAN. Die Personenwagen der 3. Klasse bestanden lediglich aus leeren, überdachten Güterwaggons – von den Afrikanern Aimahu, „Landkanu“, genannt. Einfache Waggons blieben auch in den folgenden Jahren vorherrschend. Zum Jahresende 1912 verfügte die Togo-Eisenbahn (TE) über 20 Personen-, Post- und Gepäckwagen sowie 174 Güterwagen.

## Entwicklung nach dem Ersten Weltkrieg
Anfang August 1914 kam es aufgrund des Ersten Weltkriegs zu leichten Beschädigungen an der Bahnstrecke, die von einmarschierenden französischen Truppen aber schnell repariert wurden. In den ersten Jahren nach der Übernahme durch britisch-französische Verbände wurden die Eisenbahnen Togos von der benachbarten Gold Coast Government Railways betrieben. Nach dem Ende des Ersten Weltkrieges übernahm die Bahnstrecke die französische Mandatsverwaltung von Französisch-Togo. Die Endpunkte der Küstenbahn wurden in Lomé und Aného umbenannt.
Als Mandatsträger war Frankreich mit Investitionen im Eisenbahnwesen zurückhaltend, da die Rückgabe des Gebietes nicht auszuschließen war. Eine ursprünglich geplante Parallelstrecke von Tsévié nach Tokpli, knapp 50 Kilometer nördlich von Aného, wurde nicht verwirklicht. Auch die Integration in ein zusammenhängendes Eisenbahnnetz Französisch-Westafrikas, dem Regié des Chemins de Fer de l'Afrique Occidentale Française (RCFAOF), kam nicht zustande.
Nachdem Togo 1960 die Unabhängigkeit erlangt hatte, wurden die Eisenbahnen rasch und vollständig von Dampf- auf Diesellokomotiven umgerüstet. Der deutsche Wagenbestand wurde lange weiterbetrieben. Noch während der 1970er Jahre waren alte, deutsche Zwei- und Vierachser anzutreffen. Zu dieser Zeit verkehrten auf der Küstenbahn vier Zugpaare täglich, die für die 44 Kilometer etwas über 80 Minuten Fahrzeit benötigten.
1970 wurde der Bahnhof in Lomé neu aufgebaut. Die Lager- und Lokomotivenhallen aus der deutschen Kolonialzeit blieben dabei fast unverändert erhalten.
Die Bahnlinie nach Aného wurde 1985 stillgelegt. Heute ist sie größtenteils abgebaut.
Nur bei Kpeme befindet sich seit 1961 eine 22 Kilometer lange, private Meterspurstrecke, die dem Phosphat-Transport des Unternehmens SNPT von der Mine Hahotoe nördlich des Togosees zu einer Landungsbrücke an der Küste dient.